# Siemens SL10
Siemens SL10 — мобильный телефон фирмы Siemens, выпущенный в 1999 году. Он является одним из первых слайдеров, что позволило уменьшить размеры сотового телефона. Хотя в это время уже существовала 45-я серия, этот телефон получил обозначение 10, которое имели телефоны в середине 90-х, и, к тому же, телефон имел слабые технические характеристики. Второй после S10 телефон, имевший цветной (четырёхцветный) дисплей.
Выход SL10 и других моделей 10-й серии завершил формирование раздельных серий мобильных телефонов Siemens, которое происходило в 1997-1999 годах. Класс телефонов кодировался буквой в названии, например S означал бизнес-класс, а SL - класс "Luxury" с повышенным уровнем имиджевой составляющей. SL10 стал первым люксовым телефоном компании с интересным дизайном и повышенной функциональностью, включавшей ИК-порт. В рекламной кампании данной модели участвовали Жан-Поль Готье и Ванесса Мэй. Журналисты называли этот аппарат одним из знаковых как для компании, так и для индустрии, критикуя при этом высокую стоимость аппарата, вызванную, в частности, применением многоцветного экранного дисплея. Распространение аппарата ограничивалось высокой ценой.
На базе SL10 был создан один из первых прототипов мобильного телефона с биометрической идентификацией по отпечатку пальца.

## Технические характеристики
| Общие характеристики               | Общие характеристики                                                            |
| ---------------------------------- | ------------------------------------------------------------------------------- |
| Диапазоны частот                   | GSM 900                                                                         |
| Тип корпуса                        | слайдер                                                                         |
| Антенна                            | внешняя                                                                         |
| Вес                                | 138 г                                                                           |
| Размеры                            | 129 x 50 x 26 мм                                                                |
| Звонки                             |                                                                                 |
| Тип мелодий                        |                                                                                 |
| Число мелодий                      | 15                                                                              |
| Виброзвонок                        | есть                                                                            |
| Связь                              |                                                                                 |
| Интерфейсы                         | ИК-порт                                                                         |
| Доступ в интернет                  | есть                                                                            |
| Синхронизация с компьютером        | есть                                                                            |
| Сообщения                          |                                                                                 |
| Дополнительные функции SMS         |                                                                                 |
| MMS                                | нет                                                                             |
| EMS                                | нет                                                                             |
| Другие функции                     |                                                                                 |
| Громкая связь (встроенный динамик) | нет                                                                             |
| Автодозвон                         | есть                                                                            |
| Экран                              |                                                                                 |
| Тип экрана                         | цветной графический экран, 5 цветов                                             |
| Размер изображения                 | число строк — 6, 97x54 пикс.                                                    |
| Мультимедийные возможности         |                                                                                 |
| Встроенная фотокамера              | нет                                                                             |
| Игры                               | нет                                                                             |
| Java-приложения                    | нет                                                                             |
| Питание                            |                                                                                 |
| Тип аккумулятора                   | Li-Ion                                                                          |
| Ёмкость аккумулятора               | 550 мАч                                                                         |
| Время разговора                    | 3:00 ч:мин                                                                      |
| Время ожидания                     | 40:00 ч:мин                                                                     |
| Записная книжка и органайзер       |                                                                                 |
| Записная книжка в аппарате         | 50 номеров                                                                      |
| Органайзер                         | будильник, калькулятор, мировое время, календарь, секундомер, конвертер величин |